# Joy: A Holiday Collection
Joy: A Holiday Collection è il terzo album in studio e primo album natalizio della cantautrice statunitense Jewel, pubblicato il 2 novembre 1999.

## Tracce
1. Joy to the World – 3:05
2. O Holy Night – 3:44
3. Silent Night – 3:07
4. Winter Wonderland – 3:39
5. O Little Town of Bethlehem – 3:11
6. Ave Maria – 3:44
7. Hark! The Herald Angels Sing – 3:21
8. Rudolph the Red-Nosed Reindeer – 1:53
9. Face of Love – 3:27
10. Medley: Go Tell It on the Mountain/Life Uncommon/From a Distance – 6:31
11. I Wonder as I Wander – 1:58
12. Gloria – 2:38
13. Hands (Christmas version) – 4:13

## Classifiche
| Classifiche (1999) | Posizione massima |
| ------------------ | ----------------- |
| Stati Uniti        | 32                |